# Sassolita
La sassolita o sasolita es la forma mineral del ácido bórico (H3BO3).
Debe su nombre a la localidad italiana de Sasso Pisano (Toscana), donde fue descubierto este mineral.

## Propiedades
De color claro —blanco o gris si no existen impurezas—, la sassolita puede tener color amarillo si contiene azufre o color marrón por la presencia de óxidos de hierro.
Además de ser flexible, es uno de los minerales más blandos; de dureza 1 en la escala de Mohs, es tan blando como el talco.
Muestra un brillo anacarado, es graso al tacto y posee un gusto amargo.
Es soluble en agua caliente y funde fácilmente. Produce agua cuando se guarda en un tubo cerrado.
Es luminiscente, presentando una coloración azul en el ultravioleta de longitud de onda corta.

## Morfología y formación
Se presenta como evaporita o sublimado alrededor de manantiales calientes y fumarolas volcánicas.
También se le puede encontrar como depósitos sedimentarios de borato.
Puede aparecer asociado a larderellita, santita, ginorita, probertita, searlesita, mirabilita, hieratita y glauberita.

## Yacimientos
Además del yacimiento de Sasso Pisano —que constituye el yacimiento tipo—, en Italia  hay depósitos en el Vesubio y en la isla Vulcano (Sicilia).
En Estados Unidos existen yacimientos en el parque nacional del Valle de la Muerte (California) y en Steamboat Springs (Nevada).